# Mamoru Oshii
Mamoru Oshii (押井 守 Oshii Mamoru) és un director de cinema, de televisió i guionista japonès. Famós per la seva filosofia, Oshii ha dirigit alguns animes populars, incloent Urusei Yatsura, Ghost in the Shell, i Patlabor 2: The Movie. També va crear el primer OVA de la historia, Dallos. Per la seva feina, Oshii ha rebut i estat nominat per a nombrosos premis, incloent el Palma d'Or i Lleó d'Or. També ha atret elogis de directors internacionals com James Cameron i les Wachowski.

## Biografia
Va néixer en el districte de Ōta el 8 d'agost de l'any 1951. Des de molt jove, essent estudiant, experimentava amb les seves pròpies creacions visuals, rodant diversos curts en 16 mm com a pur entreteniment a la vegada que començava a interessar-se pels mons de la ciència-ficció. Es va graduar en 1976 en la Universitat Gakugei a Tòquio en estudis cinematografics, i al següent any va començar la seva carrera professional en la indústria de l'animació treballant per a l'estudi Tatsunoko Production a mitjans de 1977, debutant com a assistent en la sèrie Ippatsu Kanta-kun.
Una vegada va declarar haver vist 1000 pel·lícules en un any i també se sap que encara que no es religiós, s'interessa molt en la religió cristiana, cosa que ha plasmat en algunes de les seves obres.
Actualment, viu a Atami, Prefectura de Shizuoka, Japó, amb els seus dos gossos, un basset hound anomenat Gabriel i un gos mestís anomenat Daniel.

## Carrera

### Inicis
En 1980 fitxa pel llavors desconegut estudi Pierrot, encarregant-se de la sèrie Nils Holgersson. Oshii col·labora també com a guionista en altres sèries i pel·lícules, destacant les dues pel·lícules de la saga Urusei Yatsura, creada en manga per la coneguda Rumiko Takahashi. Oshii presenciaria de primera mà l'aparició d'un nou sistema de venda d'animació: el OVA (Original vídeo Animation), considerat una revolució dins de la indústria per les noves i enormes possibilitats que obria. Va ser l'estudi Pierrot qui va idear aquest nou sistema, i Mamoru Oshii va tenir l'honor de dirigir el primer producte llançat en aquest format: Dallos, una minisèrie de cinc capítols, que es considera la primera obra amb el segell personal de Oshii. El seu argument, fosc i inquietant, ens situa en un futur en què la Lluna es troba ja colonitzada i explotada per l'home, i un grup revolucionari de selenites comença una lluita per la millora de les seves condicions de vida enfront del govern de la Terra, qui al seu torn pretén ocultar els secrets d'una estructura extraterrestre, una estació espacial anomenada Dallos.
Des d'aquest moment, Mamoru Oshii es va convertir en un referent. En col·laboració amb Studio DEEN guionitza i dirigeix en 1985 un altre OVA de gran qualitat: Tenshi no Tamago, una obra experimental i confusa que va comptar amb els dissenys de Yoshitaka Amano. Dos anys després va dirigir altres dues històries en format OVA sobre estranyes desaparicions de persones a Tòquio: Twilight Q.
Per a un dels seus projectes més extensos va idear una història múltiple, que ja deixava entreveure el món de ciència-ficció complex dels seus següents treballs: Kerberos Panzer Cop, plasmada en primer lloc en el guió del manga del mateix nom, que va comptar amb els dibuixos de Kamui Fujiwara. La història recreava un futur alternatiu en el qual el Japó s'havia convertit en un estat policial, amb un govern totalitari que emprava una força de repressió brutal enfront de les revoltes i al crim. A continuació, va decidir entrar en el camp de les pel·lícules d'imatge real i el propi Oshii adaptaria el seu guió en una trilogia de pel·lícules conegudes com Kerberos Saga: The Xarxa Spectacles (1987), StrayDog: Kerberos Panzer Cops (1991) i Jin-Roh (1999). Aquesta última a diferència de les dues primeres, va ser una pel·lícula d'anime on Oshii es va encarregar del guió, deixant la tasca de director a un col·lega de confiança amb qui ja havia treballat en ocasions anteriors: Hiroyuki Okiura.
A partir de 1988 es va produir la seva consagració definitiva amb una saga que va aconseguir prestigi mundial: Patlabor. Oshii es va encarregar de dirigir Patlabor: la pel·lícula i Patlabor 2: la pel·lícula, a més dels 6 primers OVAs. A més, en aquests anys encara tindria temps de canviar de registre i dirigir la paròdia Gosenzosama Babbanzai!.

### Ghost in the Shell
Arribats a l'any 1995, Mamoru Oshii va ser reconegut internacionalment gràcies a la superproducció Kōkaku kidōtai (Ghost in the Shell), un llargmetratge que va generar una admiració per l'animació japonesa en tot occident. Ghost in the Shell està basada en l'obra homònima de Masamune Shirow.
L'univers de Ghost in the Shell representa un pas endavant en la imatgeria visual i creativa de la ciència-ficció: en aquesta obra s'analitzen els conflictes que plantejarà l'evolució humana, la creació de noves formes d'intel·ligència i la cerca per part d'aquestes de la seva “ànima”.

### Avalon
Si amb l'èxit de Ghost in the Shell, Mamoru Oshii s'havia guanyat l'admiració en el camp de l'animació, el mateix succeiria en el terreny de la imatge real amb el llargmetratge Avalon, en 2001, lloat a parts iguals per la crítica més conservadora i el seu públic habitual. Des de l'estètica de la pel·lícula fins a la confusió paranoica que experimenten els seus protagonistes, tot fa d'aquesta un exemple de la ciència-ficció del nou mil·lenni, influïda pel cada vegada més difús límit entre el virtual i el real.

### Blood: The Last Vampire
Abans de reprendre la trama de Ghost in the Shell, Oshii idearia una obra multimèdia, que abastava gran part dels mètodes d'entreteniment: Blood: The Last Vampire. Aquesta història de vampirs evolucionats, publicada al juliol de 2002, mostra la cara més comercial de Oshii, i la seva capacitat d'innovació en plantejar una història que no es revela en un sol format, sinó que va aclarint-se amb cadascun dels seus “components”: una sèrie de novel·les (escrites per Junichi Fukisaku), la pel·lícula d'animació (dirigida per Hiroyuki Kitakubo), el manga (de Kenji Kitayama i Benkyo Tamaoki) i el videojoc per a PlayStation 2.

### Ghost in the Shell: Stand Alone Complex
Conscient de l'impacte que Ghost in the Shell continua tenint entre els aficionats a la bona ciència-ficció, Oshii va decidir estendre aquest univers, però una altra pel·lícula no semblava suficient per a abastar el seu projecte. Així, mentre es dedicava a fons a la preparació de Innocence, la continuació cinematogràfica, també aportava arguments que es poguessin plasmar en la sèrie de televisió Ghost in the Shell: Estand Alone Complex, estrenada l'any 2002.
L'èxit de la sèrie i la seva posterior edició en DVD van propiciar la seva continuïtat en una segona temporada (Ghost in the Shell: S.A. C. 2nd GIG), publicada en 2004.

### Ghost in the Shell 2: Innocence
En la primavera de 2004 es va estrenar Ghost in the Shell 2: Innocence, amb un pressupost de 2500 milions de iens. En occident es va presentar en la mateixa Secció Oficial del Festival de Cannes 2004.

## Col·laboracions
Mamoru Oshii ha treballat extensament amb Production I.G Cada pel·lícula d'animació que ha fet des de Patlabor: The Movie (1989) ha estat produïda a l'estudi. Ell també ha treballat de prop amb el guionista Kazunori Elō; van fer cinc pel·lícules junts, començant amb The Red Spectacles i acabant amb Avalon. El seu col·lega més propet, tanmateix, és el compositor de música Kenji Kawai. Kawai ha compost la majoria de la música de les obres d'Oshii. Segons Oshii, "la música de Kenji Kawai és responsable del 50 per cent dels èxits de les seves pel·lícules. […] No puc fer res sense Kenji Kawai."

## Premis i nominacions
Animació Kobe:
- 1996: Feature Film Award (Ghost in the Shell)[5]
- 2004: Feature Film Award (Ghost in the Shell: Innocence)[5]

Cannes Film Festival
- 2004: Nominat per a la Palma d'Or (Gost in the Shell: Innocence)[6]

London Sci-Fi Film Festival:
- 2002: Best Feature Film (Avalon)[7]

Mainichi Film Concours:
- 1993: Millor pel·lícula d'animació (Patlabor 2: La pel·lícula)[8]
- 2008: Millor pel·lícula d'animació (La Sky Crawlers)[9]

Nihon SF Taisho Award:
- 2004: 25è Nihon SF premi Taisho (Ghost in the Shell 2: Innocence)[10]

Festival Internacional de Cinema Fantàstic de Catalunya:
- 2004: Orient Express Award (Ghost in the Shell 2: Innocence)[11]

Festival Internacional de cinema de Venècia:
- 2008: Nominat per el Lleó d'Or (The Sky Crawlers)[12]
- 2008: Future Film Festival Digital Award (The Sky Crawlers)[13]